# Narcine bancroftii
Narcine bancroftii är en rockeart som först beskrevs av Griffith och Smith 1834.  Narcine bancroftii ingår i släktet Narcine och familjen Narcinidae. IUCN kategoriserar arten globalt som akut hotad. Inga underarter finns listade i Catalogue of Life.